# Приборн
Приборн (њем. Priborn) општина је у њемачкој савезној држави Мекленбург-Западна Померанија. Једно је од 60 општинских средишта округа Мириц. Према процјени из 2010. у општини је живјело 398 становника. Посједује регионалну шифру (AGS) 13056054.

## Географски и демографски подаци
Приборн се налази у савезној држави Мекленбург-Западна Померанија у округу Мириц. Општина се налази на надморској висини од 63 метра. Површина општине износи 15,3 km². У самом мјесту је, према процјени из 2010. године, живјело 398 становника. Просјечна густина становништва износи 26 становника/km².